# Miss Peregrine et les Enfants particuliers (film)
Cet article concerne le film de Tim Burton. Pour le roman, voir Miss Peregrine et les Enfants particuliers.
Pour plus de détails, voir Fiche technique et Distribution.
Miss Peregrine et les Enfants particuliers (Miss Peregrine's Home for Peculiar Children) est un film fantastique américano-belgo-britannique réalisé par Tim Burton et sorti en 2016. C'est une adaptation du roman du même nom de Ransom Riggs.
Asa Butterfield y incarne Jake, un adolescent qui découvre, à la mort de son grand-père, Abe Portman, les indices et l’existence d’un monde mystérieux le menant dans un lieu magique : la maison de Miss Peregrine où vivent des enfants particuliers. Mais le mystère et le danger s’amplifient tandis que Jake apprend à connaître les résidents, leurs étranges pouvoirs …  et leurs puissants ennemis. Finalement, il va découvrir que seule sa propre "particularité" peut sauver ses nouveaux amis.

## Synopsis
An 2016. Jacob Portman (Asa Butterfield), surnommé Jake, est un jeune adolescent timide de 16 ans menant une vie paisible en Floride. Un soir, il reçoit un appel d'Abe, (Terence Stamp), son grand-père dont il est très proche et qui semble en proie à la panique. Accompagné de Shelley (O-Lan Jones), sa collègue de travail, il se rend chez Abe dont il découvre le domicile vandalisé et, non loin de là, le corps de ce dernier auquel les yeux ont été arrachés. Avant de mourir, Abe parle confusément à Jake d'une boucle et d'un oiseau. C'est alors qu'un monstre humanoïde apparaît à Jake, mais il est repoussé par Shelley (qui ne le voit cependant pas, se contentant de tirer au hasard).
Bouleversé par la mort de son grand-père, Jake se confie à sa psychiatre, le Dr Golan (Allison Janney), et lui rapporte les histoires fabuleuses que lui narrait autrefois son aïeul. La plupart se déroule au Pays de Galles, au sein d'un pensionnat pour enfants "particuliers", gouverné par une certaine Miss Alma Peregrine, où ses parents avaient envoyé Abe dans sa jeunesse durant la seconde guerre mondiale. Dans ses récits, il parlait des enfants doués de capacités surnaturelles qui y vivaient, ainsi que de sa chasse effrénée aux monstres dont la description correspond à celui vu par Jake après la mort d'Abe. Ses parents s'inquiétant de son état mental, le Dr Golan conseille à Jake de se rendre sur les lieux de ce pensionnat, peut-être encore existant, afin de tourner définitivement la page.
Jake et son père Frank (Chris O'Dowd) se rendent donc au village de Cairnholm, situé sur une île du Pays de Galles. Peu après, deux adolescents de l'île nommés Worm et Dylan conduisent Jake vers le pensionnat désormais en ruines, détruit par un bombardement de la Luftwaffe le soir du 3 septembre 1943. Il apprend par des locaux que la directrice et ses pensionnaires ont alors tous été tués. Jake, incrédule, retourne sur les lieux. Cependant, il n'y est plus seul : des enfants sont présents et semblent l'attendre. Terrifié, Jake prend la fuite mais trébuche et s'assomme contre un rocher. Il est alors récupéré par les enfants, ceux-là mêmes dont son grand-père lui avait parlé durant son enfance : Olive (Lauren McCrostie), une jeune pyromancienne, Millard (Cameron King), un garçon invisible, Bronwyn (Pixie Davies (en)) une petite fille dotée d'une force colossale, des Jumeaux (Joseph et Thomas Odwell), deux enfants cagoulés ayant le pouvoir de pétrification comme la légendaire Méduse, et Emma (Ella Purnell), une adolescente qui a la particularité de flotter dans les airs.
Les enfants font entrer Jake dans une caverne, affirmant que c'est le chemin d'accès à une « boucle ». Mais Jake prend peur et s'enfuit à nouveau pour retourner au village de Cairnholm. Or, tout semble y avoir changé : l'hôtel où il réside est un estaminet et son père ne s'y trouve pas. Alors que les habitants le menacent, ne sachant pas qui il est mais supposant qu'il pourrait être un espion, il est secouru par les enfants qu'il vient de rencontrer. Ces derniers lui apprennent qu'il n'est plus en 2016 mais en 1943, le 3 septembre précisément. Ils conduisent Jake au pensionnat, bel et bien en place et intact, que dirige Miss Peregrine (Eva Green) qui l'accueille elle-même et lui présente les autres pensionnaires qu'il ne connaît pas. Elle explique être une Ombrune (ou Ambrine au Québec) : en plus de la capacité à se transformer en oiseau (un faucon pèlerin, dont le nom scientifique est Falco peregrinus, dans le cas de Miss Peregrine), elle a le don de manipuler le temps. Pour protéger tous les enfants particuliers de la persécution xénophobe, elle fait remonter le temps de 24 heures à chaque fin du jour : les pensionnaires vivent donc en boucle la journée du 3 septembre 1943, celle-là même se terminant par un bombardement allemand. Après avoir dîné avec les pensionnaires et s'être rapproché d'Emma, Jake décide de quitter les lieux. Alors que l'adolescente le raccompagne pour le faire sortir de la boucle et revenir en 2016, ils trouvent un autre oiseau, une avocette élégante, dont Emma affirme qu'il s'agit d'une autre Ombrune.
Jake retrouve son père et tous deux apprennent, stupéfaits, qu'un troupeau a été décimé par un inconnu. Frank décide de ne plus laisser son fils Jake sans surveillance mais celui-ci finit par s'échapper alors que son père fait une sieste. Jake retourne dans la boucle puis rejoint le pensionnat, où il apprend que l'avocette trouvée par Emma est bel et bien une Ombrune, Miss Avocette (Judi Dench). Il parle alors à Miss Peregrine et Emma des évènements survenus le soir de la mort de son grand-père, relatant avoir vu un individu aux yeux blancs du même genre que les membres d'un groupe d'êtres qu'Abe semblait traquer en raison du danger qu'ils faisaient peser sur les enfants particuliers. Emma l'emmène alors dans sa cachette, l'épave du navire Augusta, où elle montre à Jake des photos de ces individus. Jake reconnaît celui qu'il a vu sur l'une d'entre elles, un homme qui n'est autre que le chef de ce groupe d'individus, Fred Barron (Samuel L. Jackson).
Emma ramène Jake aux abords de la pension. Afin de lui prouver qu'il est lui aussi un particulier, elle lui montre une scène se produisant chaque jour : Miss Peregrine tuant à l'arbalète un monstre qui a assassiné Victor, un enfant du pensionnat. Or, si Jake voit distinctement le monstre, il est le seul dans ce cas : c'est là son pouvoir, le même que celui de son grand-père Abe. Miss Peregrine lui explique que, des années auparavant, des particuliers renégats, menés par M. Barron, ont cherché à acquérir l'immortalité en s'emparant des pouvoirs d'une Ombrune (morte au cours de l'expérience). Ce fut un échec : tous ont été transformés en monstres humanoïdes nommés Sépulcreux, ou simplement Creux (ou Fauchers-du-Néant ou Fauchers au Québec). Pour retrouver leur forme humaine, ces créatures doivent se repaître d'yeux de particuliers. Et c'est pourquoi ils ont attaqué la boucle de Miss Avocette.
Alors qu'après avoir appris qu'un Creux est sur l'île, Jake ayant mentionné les moutons morts (les Sépulcreux s'attaquant aussi à tout ce qui est sur leur passage), les enfants du pensionnat et les deux Ombrunes décident de chercher une nouvelle cachette. Jake choisit de revenir en 2016, considérant être inutile contre les Sépulcreux. Cependant, il découvre qu'un homme de l'île a été tué par un monstre (les yeux du cadavre étant absents). Jake retourne vers Miss Peregrine et ses pensionnaires pour les prévenir de l'imminence de l'attaque des monstres, bien plus proche qu'ils le pensaient. Mais il est suivi dans la grotte par un ornithologue nommé John Lamont (Rupert Everett) qui se transforme sous ses yeux en Dr Golan avant de révéler sa véritable identité : M. Barron. Ce dernier a suivi Jake depuis le début afin de localiser la boucle de Miss Peregrine. Il a voulu obtenir l'information par Abe, mais M. Malthus, un Creux déjà sur l'île, l'a suivi, impatient de lui manger les yeux avant que Barron arrive, ce pourquoi ce dernier a dû jouer au psychiatre pour que Jake puisse plus tard l'amener au chemin de la boucle.
M. Barron cherche à capturer d'autres Ombrunes afin de réitérer son expérience pour acquérir la vie éternelle, cette fois avec plusieurs d'entre-elles au lieu d'une seule. Il accepte de libérer Jake à la condition que Miss Peregrine se constitue prisonnière. Peu après son départ, M. Malthus attaque le pensionnat, tuant Miss Avocette et manquant de trucider aussi Enoch, un autre pensionnaire appréciant peu Jake. Tous parviennent néanmoins à s'enfuir en mettant à profit le bombardement allemand, celui-ci tuant Malthus et fermant la boucle. Les enfants décident ensuite de se rendre à Blackpool (une ville du Royaume-Uni), à l'endroit où se trouvent M. Barron et Miss Peregrine, à bord de l'Augusta renfloué grâce au pouvoir d'Emma (qui contrôle l'air). Arrivés à destination, une boucle créée en 2016 (à la date exacte de Jake), ils attirent à l'extérieur quatre Sépulcreux accompagnant deux des hommes de main de M. Barron et parviennent à éliminer trois d'entre eux. Ils prennent ensuite d'assaut le repaire de Barron.
Ce dernier parvient cependant à se défaire des enfants alors que Jake vient tout juste de libérer les Ombrunes prisonnières. Usant de son don de transformisme, Fred Barron prend l'apparence de Jake. Quand Emma et Enoch reviennent, ils font face à deux sosies. Cependant, le dernier Sépulcreux arrive aussi sur les lieux et Jake parvient à le voir, à l'inverse de M. Barron qui se fait capturer et tuer par le monstre humanoïde, lui-même abattu par Jake. Les enfants retournent ensuite hors de la boucle pour revenir en 1943, faisant leurs adieux à Jake qui reste en 2016.
La boucle se referme et Jake retourne en Floride. Étant donné que la mort de Fred Barron dans le passé de l'année 2016 a effacé sa présence en Floride, le grand-père Abe est toujours vivant. Jake lui raconte tout ce qu'il a vécu et son grand-père lui enjoint de retourner près des particuliers. Jake utilise alors la carte de son grand-père indiquant toutes les boucles du monde et, voyageant de l'une à l'autre aux quatre coins de la Terre, il parvient à revenir au moment où l'Augusta emmenait les enfants particuliers. Jake se précipite à bord, y retrouve Emma, et les deux adolescents s'embrassent, sous le regard bienveillant de Miss Peregrine (blessée lors de sa capture mais en voie de guérison) sur la tour de Blackpool et qui se retransforme en faucon en les suivant dans le sillage de l'Augusta.

## Personnages

### Personnages particuliers

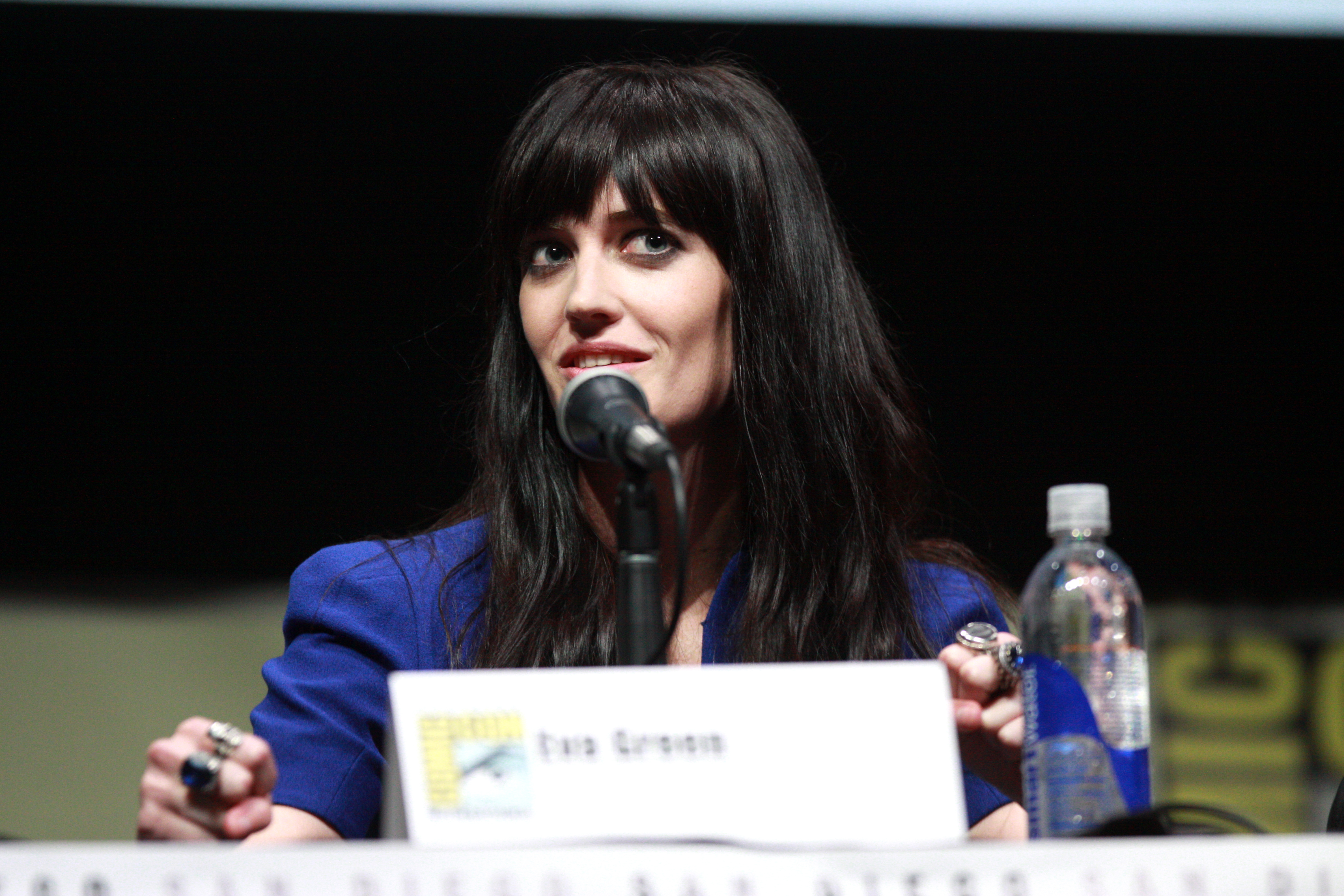
L'actrice française Eva Green interprète le personnage principal.

- Miss Alma Peregrine (Eva Green) : C'est une Ombrune (ou Ambrine au Québec) une femme qui a le pouvoir de se transformer en oiseau (pour elle, en faucon pèlerin plus précisément, dont le nom scientifique est "Falco peregrinus"). Son deuxième don d'Ombrune est de manipuler le temps. Elle est la directrice du Pensionnat pour Enfants Particuliers de la boucle temporelle de Cairnholm.
- Jacob Portman (Asa Butterfield) : C'est un garçon de 16 ans. Pendant son enfance, son grand-père Abe lui racontait des histoires d'enfants « particuliers ». Après l'avoir trouvé mourant (les yeux arrachés et le corps couvert d'ecchymoses) dans son jardin un soir, Jake se voit dans l'obligation de consulter une psychiatre, le Dr Golan. Elle lui explique que, pour finir son deuil, il devrait aller sur la fameuse île où auraient vécu Miss Peregrine et les enfants particuliers. Là-bas il découvre qu'ils existent et qu'ils vivent grâce à une boucle temporelle qu'ils renouvellent toutes les nuits. Il s'y fait plein de nouveaux amis et tombe sous le charme d'Emma.
- Emma Bloom (Ella Purnell) : Emma est une jeune fille particulière dotée d'un pouvoir exceptionnel : elle est plus légère que l'air. Pour marcher, elle est obligée de porter de lourdes chaussures lestées de plomb. Pour utiliser ses pouvoirs, elle doit être pieds nus. Elle a entretenu une relation amoureuse avec Abe, le grand-père de Jake. Dans le livre dont est inspiré le film, Emma a le pouvoir de manipuler et créer du feu à sa guise (dans le film, c'est Olive qui a ce pouvoir).
- Abe Portman (Terence Stamp) : Le grand-père de Jake qui possède la même particularité que son petit-fils. Il s'est fait tuer par un Sépulcreux.
- Enoch O'Connor (Finlay MacMillan) : Un garçon capable de donner (ou redonner) la vie à un être ou un objet inanimé et de l'insuffler à un autre pour une courte durée. Amoureux d'Olive, il a tendance à être jaloux de Jake en raison de l'attention que lui portent les autres.
- Olive Abroholos Elephanta (Lauren McCrostie) : Une jeune femme dont les mains ont le pouvoir de chauffer à une extrême température. Dans le livre dont est inspiré le film, elle possède le don de lévitation (dans le film, c'est Emma qui a ce pouvoir), elle a entre 5 et 10 ans dans le livre. Dans le film, elle sort avec Enoch.
- Millard Nullings (Cameron King) : Un garçon invisible, toujours habillé de la tête aux pieds pour qu'on puisse le voir, il a 87 ans dans le livre.
- Bronwyn Bruntley (Pixie Davies) : Une petite fille d'une force exceptionnelle ; elle a un frère, Victor.
- Fiona Frauenfeld (Georgia Pemberton) : Une petite fille qui possède un talent particulier pour faire pousser les plantes très rapidement et comme elle le désire.
- Hugh Apiston (Milo Parker) : Un garçon abritant dans sa bouche de nombreuses abeilles, qui obéissent à ses ordres.
- Claire Densmore (Raffiella Chapman) : Une fillette possédant une seconde bouche à l'arrière de sa tête ; c'est la plus jeune des protégés de Miss Peregrine (après Bronwyn).
- Horace Somnusson (Hayden Keeler-Stone) : Un garçon qui projette ses rêves comme un film par l'entremise d'un monocle (ils sont parfois prémonitoires), dans le livre il a 83 ans.
- Les Jumeaux (Joseph et Thomas Odwell) : Des jumeaux gorgones masqués qui gardent leur particularité secrète jusqu'à son dévoilement à la fin.
- Victor Bruntley (Louis Davison) : Le grand frère de Bronwyn qui possède une force exceptionnelle comme elle. Il s'est fait tuer par un Sépulcreux ; cependant, il peut être ranimé par Enoch.
- Miss Avocette (Judi Dench) : Une Ombrune dont la boucle a été envahie par les Corrompus. Elle s'est fait capturer de nouveau et sans doute manger les yeux par un Sépulcreux. Elle peut (comme Miss Peregrine) se transformer en oiseau

### Personnages non particuliers
- Franklin Portman dit Frank (Chris O'Dowd) : Le père de Jake. Ornithologue amateur, il rêve de devenir professionnel.
- Maryann Portman (Kim Dickens) : La mère de Jake. Elle est héritière de la deuxième chaîne de pharmacies de la Floride.
- Shelly (O-Lan Jones) : La surveillante de Jake à la pharmacie en Floride.
- Susie Portman (Jennifer Jarackas) : La tante de Jake, la sœur de Frank.
- Bobby (George Vricos) : L'oncle de Jake.
- Judy (Brooke Jaye Taylor) : L'autre tante de Jake, la femme de Bobby.
- Kev (Ioan Hefin) : Le barman propriétaire de l'hôtel-pub de Cairnholm.
- Oggie (Nicholas Amer) : Un résident âgé aveugle de Cairnholm.
- Dylan et Worm (Shaun Thomas) et (Justin Davies) : Deux résidents adolescents de Cairnholm.

### Les antagonistes
- M. Fred Barron (Samuel L. Jackson) : C'est le chef des Estres. Il a le don de prendre la forme de n'importe qui. Il s'est fait passer pour une psychiatre (le Dr Nancy Golan) (Allison Janney) afin de tromper Jake et sa famille, car il voulait savoir où se trouvait l'île de la boucle du pensionnat de Miss Peregrine. Il s'est également fait passer pour un ornithologue (John Lamont) (Rupert Everett) afin de suivre Jake sur l'île.(Dans le livre, le Dr Golan est un vieil homme )
- Les Sépulcreux ou Creux (ou Les Faucheurs-du-Néant ou Faucheurs au Québec) : Des Particuliers monstrueux invisibles (que seuls Jake et Abe peuvent voir), sortes d'âmes damnées, créés par M. Barron lors d'une tentative de prendre les pouvoirs d'une Ombrune (tuée pendant l'expérience) dans l'espoir d'acquérir l'immortalité ; ce fut un échec. Ils se nourrissent des yeux de Particuliers pour redevenir humains.
- Les Estres : Des Sépulcreux qui se sont transformés de nouveau après s'être nourris de suffisamment d'yeux de Particuliers. Ils ont une apparence humaine mais avec des yeux blancs.
  - David Clark (Jack Brady) : Un des Estres, dont le don est inconnu.
  - Jack Archer (Philip Philmar) : Un des Estres, dont le don est inconnu.
  - Andrew Gleeson (Scott Handy) : Un des Estres. Il a le pouvoir de créer et manipuler la glace.
  -  Miss Jessica Edwards (Helen Day) : Une des Estres. Elle est à moitié-singe.

## Fiche technique
Sauf indication contraire, les informations mentionnées dans cette section peuvent être confirmées par la base de données cinématographiques IMDb,  présente dans la section « Liens externes ».
- Titre original : Miss Peregrine's Home for Peculiar Children
- Titre français : Miss Peregrine et les Enfants particuliers
- Réalisation : Tim Burton
- Scénario : Jane Goldman, d'après Miss Peregrine et les Enfants particuliers de Ransom Riggs
- Musique : Mike Higham et Matthew Margeson
- Direction artistique : Rod McLean et Mark Scruton
- Décors : Gavin Bocquet
- Costumes : Colleen Atwood
- Photographie : Bruno Delbonnel
- Montage : Chris Lebenzon
- Production : Peter Chernin et Jenno Topping ; Ivana Lombardi (coproduction) ; Katterli Frauenfelder, Derek Frey et Nigel Gostelow (déléguées)
- Sociétés de production : Chernin Entertainment et Tim Burton Productions
- Société de distribution : 20th Century Fox
- Budget : 110 millions de dollars[2]
- Pays de production :  États-Unis,  Royaume-Uni et  Belgique
- Langue originale : anglais
- Format : couleur - 1,85:1
- Genre : fantastique
- Durée : 127 minutes
- Dates de sortie[3] :
  - Belgique : 29 septembre 2016
  - Québec, États-Unis : 30 septembre 2016
  - France : 5 octobre 2016

## Distribution
- Eva Green (VF : Stéphanie Hédin ; VQ : Marika Lhoumeau) : Miss Alma LeFay Peregrine
- Asa Butterfield (VF : Augustin Brat ; VQ : Samuel Jacques) : Jacob « Jake » Portman
- Ella Purnell (VF : Nasstasja Girard ; VQ : Catherine Brunet) : Emma Bloom
- Samuel L. Jackson (VF : Thierry Desroses ; VQ : Sylvain Hétu) : M. Barron
- Terence Stamp (VF : Michel Ruhl ; VQ : Jacques Lavallée) : Abraham « Abe » Portman
- Chris O'Dowd (VF : Laurent Maurel ; VQ : Tristan Harvey) : Franklin « Frank » Portman
- Judi Dench (VF : Yvette Petit ; VQ : Élizabeth Chouvalidzé) : Miss Esmeralda Avocette
- Lauren McCrostie (VF : Camille Timmerman ; VQ : Ludivine Reding) : Olive Abroholos Elephanta
- Finlay MacMillan (VF : Julien Bouanich ; VQ : Léo Caron) : Enoch O'Connor
- Cameron King (VQ : Clifford Leduc-Vaillancourt) : Millard Nullings
- Pixie Davis : Bronwyn Bruntley
- Georgia Pemberton (VF : Issia Lorrain ; VQ : Marguerite D'Amour) : Fiona Frauenfeld
- Milo Parker (VF : Timothé Vom Dorp) : Hugh Apiston
- Raffiella Chapman : Claire Densmore
- Hayden Keeler-Stone : Horace Somnusson
- Joseph et Thomas Odwell : les Jumeaux
- Louis Davison : Victor Bruntley
- Allison Janney (VF : Isabelle Gardien ; VQ : Claudine Chatel) : Dre Nancy Golan
- Rupert Everett (VF : Bernard Bollet ; VQ : Daniel Picard) : John Lamont, l'ornithologue
- Kim Dickens (VF : Stéphanie Lafforgue ; VQ : Kim Jalabert) : Maryann Portman
- O-Lan Jones (VF : Marie Vincent ; VQ : Johanne Garneau) : Shelly
- Jennifer Jarackas : tante Susie Portman
- George Vricos : oncle Bobby
- Brooke Jaye Taylor : tante Judy
- Callum Wilson (VQ : Antoine Durand) : Abe Portman, jeune
- Nicholas Oteri : Jake Portman, 6 ans
- Aiden Flowers : Jake Portman, 10 ans
- Helen Day : Miss Edwards
- Jack Brady : M. Clark
- Philip Philmar : M. Archer
- Scott Handy (VQ : Denis Mercier) : M. Gleeson
- Tim Burton : un homme au parc d'attractions de Blackpool (caméo)

Sources et légende: version française (VF) sur RS Doublage version québécoise (VQ) sur Doublage Québec

## Production

### Genèse et développement
Le film est l'adaptation cinématographique du roman Miss Peregrine et les Enfants particuliers de Ransom Riggs, publié en 2011. La 20th Century Fox acquiert très rapidement les droits, en mai 2011. Un partenariat avec la société Chernin Entertainment est ensuite signé pour la production. En novembre 2011, Deadline.com rapporte que Tim Burton est en négociations pour réaliser le film. En décembre 2011, Jane Goldman est engagée pour écrire le scénario, alors que Tim Burton n'est pas encore confirmé comme réalisateur.

### Attribution des rôles
En juillet 2014, Eva Green est annoncée dans le rôle de Miss Peregrine. En septembre 2014, Asa Butterfield passe avec succès les auditions. En novembre 2014, Ella Purnell obtient un rôle et Asa Butterfield est confirmé. Le 6 février 2015, Samuel L. Jackson rejoint la distribution dans le rôle de Mr. Barron. La distribution se complète ensuite avec les arrivées de Terence Stamp, Chris O'Dowd, Rupert Everett, Kim Dickens et Judi Dench en mars 2015.

### Tournage
Le tournage débute le 24 février 2015 dans l'aire urbaine de la baie de Tampa en Floride. Il a lieu durant deux semaines dans les comtés de Hillsborough et Pinellas. Tim Burton avait déjà tourné Edward aux mains d'argent (1990) dans la Tampa Bay area. La troupe se rend ensuite en Angleterre, à Blackpool dans le Lancashire,,, puis à Brecht en Belgique.

### Musique
La musique du film est composée par Mike Higham et Matthew Margeson. C'est l'un des rares films de Tim Burton où il ne collabore pas avec Danny Elfman.
Liste des titres
1. Miss Peregrine's Home for Peculiar Children
2. Bedtime Stories
3. Arrival At The Island
4. A Place Like This
5. Squirrel Rescue
6. Enoch's Dolls
7. Projecting Dreams
8. The Augusta
9. I'll Be Here Forever
10. Barron's Experiment
11. Barron Revealed
12. Surprise Visitor
13. Hollow Attack
14. Raising The Augusta
15. Blackpool
16. Standoff At Blackpool Tower
17. Handy Candy
18. Ymbrynes, Ymbrynes, Here I Come
19. Peculiars Vs. Wights
20. Two Jakes
21. Go To Her

La musique de fin de crédit du film Wish That You Were Here est composé par Florence Welch, Andrew Wyatt et Emilie Haynieest. Elle est interprétée par le groupe Florence and the Machine. Elle comporte aussi la musique, Run, Rabbit, Run de Flanagan And Allen.

## Accueil

### Accueil critique
Aux États-Unis, le film reçoit des critiques partagées. Sur l'agrégateur Rotten Tomatoes, il obtient 64% d'opinions favorables, basés sur 259 critiques. Sur Metacritic, Miss Peregrine et les Enfants particuliers décroche une note moyenne de 57/100, pour 42 critiques. Sur CinemaScore, il est noté par un B+.
En France, le film obtient un accueil globalement favorable avec une moyenne de 3,8/5 pour 30 critiques presse recensées par le site Allociné. Du côté des avis positifs, Renaud Baronian écrit notamment dans Le Parisien : « un film époustouflant, qui peut faire peur et rire dans la même scène ». Dans Les Inrockuptibles, Jean-Baptiste Morain explique qu'il est « impossible de distinguer ce qui vient de Riggs ou de Tim Burton, tant les thèmes et les formes du film ressemblent à du Burton ». Éric Libiot de Studio Ciné Live écrit quant à lui « On prend un grand plaisir à plonger dans cette histoire qui dit l'importance de l'imaginaire pour affronter ses peurs. Rien de neuf sous le ciel de Burton ? Si : un très bon film ». Pour Guillemette Odicino de Télérama « Tim Burton retrouve le chemin de l'enfance de l'art ». Dans L'Obs, François Forestier pense que « Tim Burton livre ici une adaptation jouissive, quelque part entre La Famille Addams et Alice au pays des merveilles ».
Du côté des avis négatifs, on peut notamment lire dans Le Monde sous la plume de Jacques Mandelbaum : « Tim Burton a truffé son film de scènes enchanteresses mais ses personnages peinent à émouvoir ». Geoffrey Crété d’Écran Large pense que c'est un « film moyen [...] trop mécanique pour émouvoir, trop numérique pour séduire ». Dans Cinemateaser, Aurélien Allin écrit notamment « Tim Burton a tout l’air de s’ennuyer, et nous avec ».

### Box-office
En France, le film connaît un important succès. En seulement deux semaines, il dépasse le million d'entrées. Cela permet à Tim Burton de renouer avec le succès en France, après les résultats décevants de ses deux précédents films, Frankenweenie (2012) et Big Eyes (2014).
| Pays ou région    | Box-office        | Date d'arrêt du box-office | Nombre de semaines |
| ----------------- | ----------------- | -------------------------- | ------------------ |
| États-Unis Canada | 87 242 834 $      | 9 février 2017             | 19                 |
| France            | 2 710 301 entrées | 20 décembre 2016           | 12                 |
| Mondial           | 296 485 719 $     | 4 avril 2017               | -                  |

## Distinctions
| Année | Prix                                     | Catégorie               | Nomination                                 | Résultat   |
| ----- | ---------------------------------------- | ----------------------- | ------------------------------------------ | ---------- |
| 2017  | 43e cérémonie des People's Choice Awards | Film dramatique préféré | Miss Peregrine et les Enfants particuliers | Nomination |

## Analyse

### Différences avec le roman
Dans le roman, c'est Emma Bloom qui possède le pouvoir de générer du feu, et non Olive, qui elle est plus légère que l'air.
Barron n’est par ailleurs qu’un second, un bras droit du véritable et principal antagoniste, à savoir Caul, frère de Miss Peregrine. On notera donc la difficulté liée à une éventuelle suite cinématographique.
On note également que Peregrine Faucon (Peregrine étant ici le prénom) dans le livre devient Alma Peregrine (Peregrine étant le nom de famille) dans le film.
Il y a également d'autres différences comme Millard et Miss Peregrine blessés, celle-ci ne pouvant plus reprendre forme humaine, ou l'arbalète utilisée par Miss Peregrine, absente dans le livre.
La date dans le film est le 3 septembre 1943. Dans le livre il s'agit du 3 septembre 1940.